# Bergkirche (Deventer)

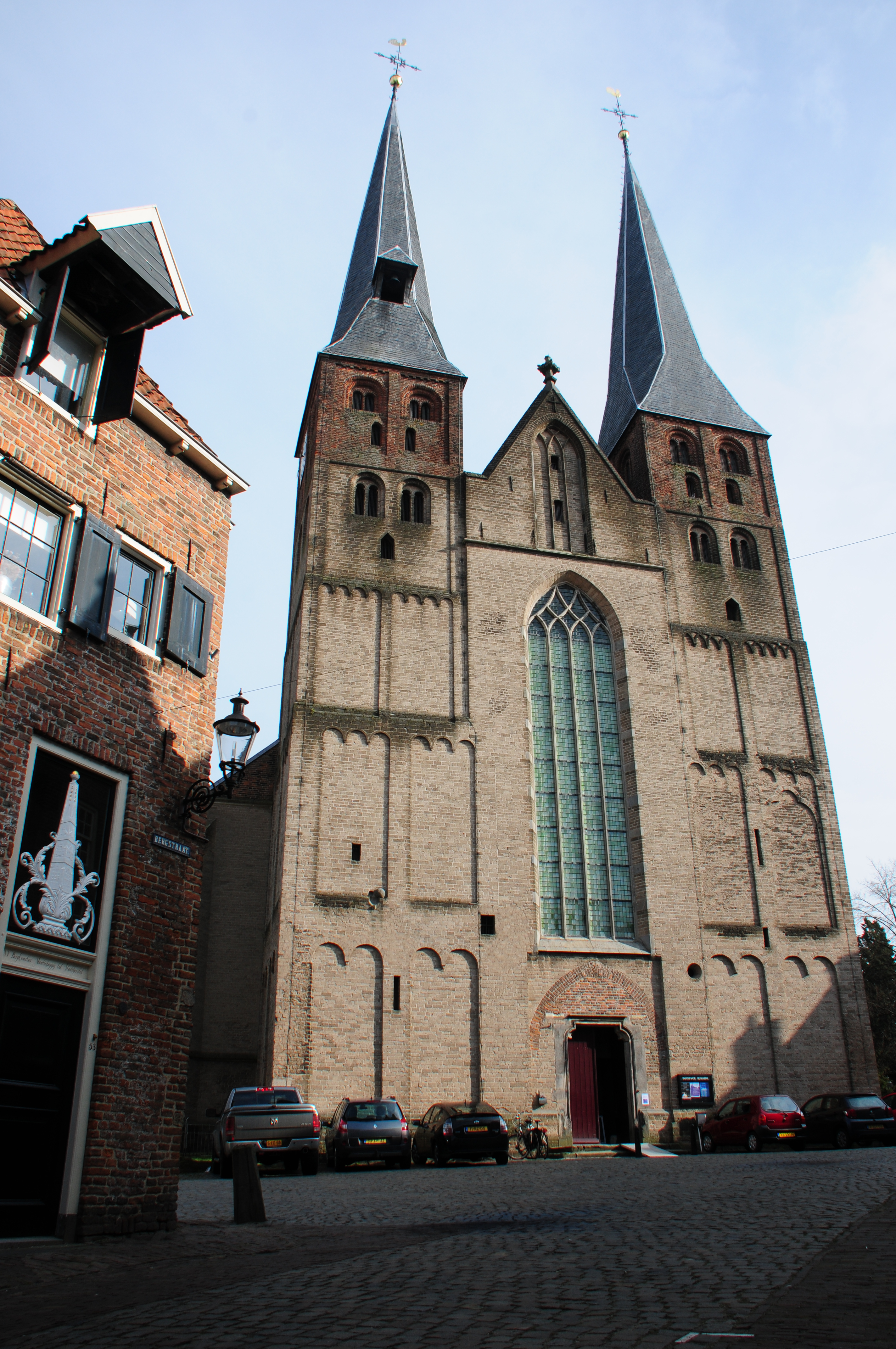
Bergkirche (Deventer)

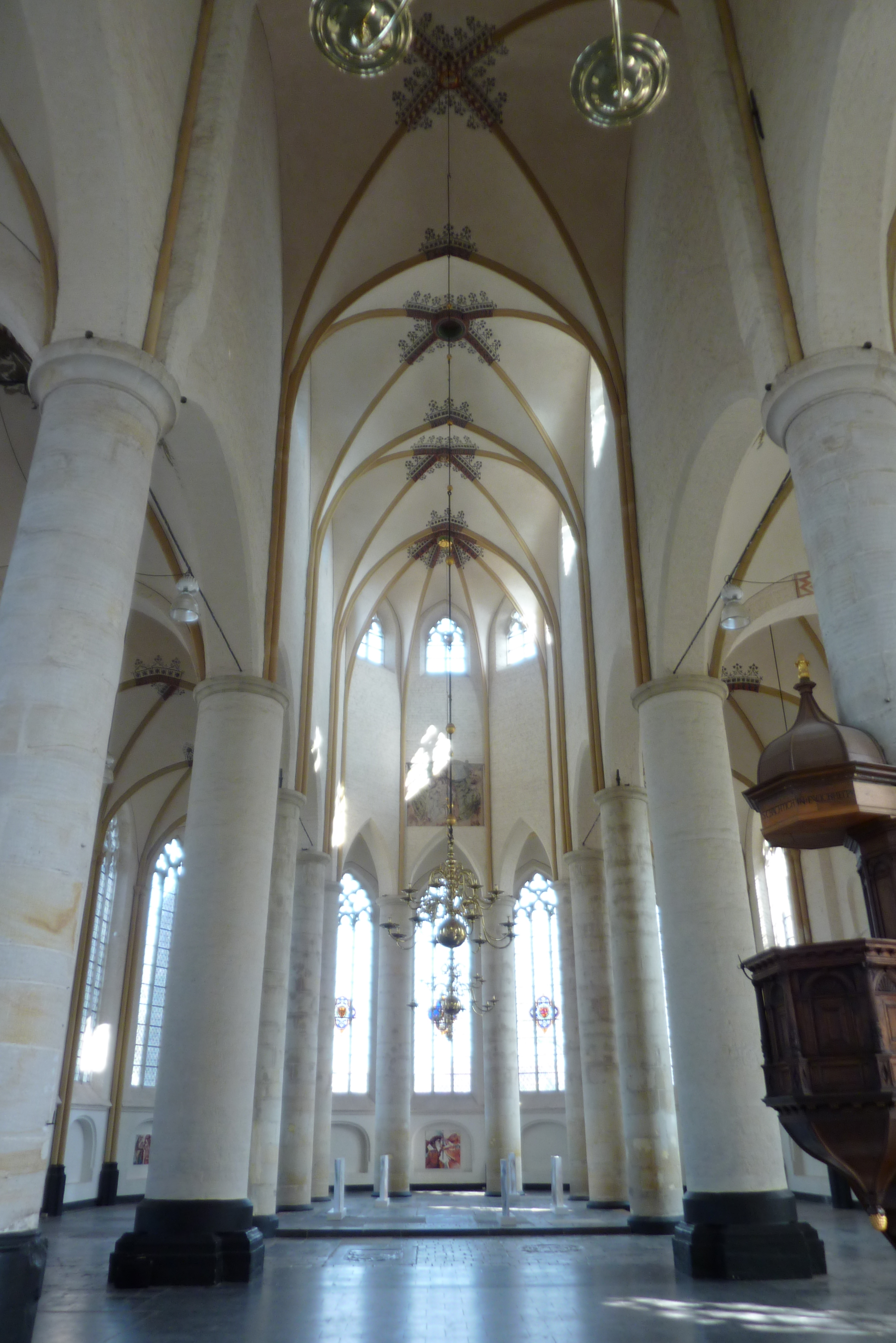
Innenansicht

Die Bergkirche in Deventer (niederländisch Sint-Nicolaas- of Bergkerk) war ursprünglich eine romanische Kreuzbasilika und wurde im 15. Jahrhundert gotisch umgebaut. Sie befindet sich auf einer alten Flussdüne im Bergviertel und wird als Ausstellungs-, Konzert- und Tagungsraum genutzt.

## Baugeschichte
Die Bergkerk wurde in den Jahren 1198–1209 erbaut, in der Nähe des damaligen Hafenviertels von Deventer. Sie wurde in der Blütezeit der Hansestadt von Norbertinern aus Varlar in Westfalen (bei Coesfeld) gegründet. Die Kirche, eine kreuzförmige Basilika, war dem Heiligen Nikolaus, dem Schutzpatron der Seeleute, gewidmet. Das Gebäude ist den Kirchen in den baltischen Ländern sehr ähnlich. Sie wurde durch den Bischof von Livland geweiht.
Im 15. Jahrhundert erfuhr die Bergkirche verschiedene Umbauten, die ihr einen spätgotischen Charakter verliehen. Aus dieser Zeit stammen zum Beispiel die beiden charakteristischen Turmabschlüsse (der untere Teil der Türme ist noch im romanischen Ursprungszustand).
Im Jahr 1580 ging die Kirche in die Hände der Protestanten über und von da an gehörte das Gebäude der Nederduitse Gereformeerde Kerk. Das Innere wurde, wie üblich, sofort im Sinne der Reformation umgestaltet. Die Wand- und Gewölbemalereien verschwanden unter einer Schicht aus Tünche.

## Restaurierungen und Gegenwart
Bei einer gründlichen Restaurierung von 1915 bis 1924 unter der Leitung von Wolter te Riele wurden die alten Gemälde freigelegt und restauriert. Die Malereien an der Ostwand des alten romanischen Querschiffs stammen aus dem frühen 13. Jahrhundert. Im Jahr 1967 wurde die Kirche vom Kirchenvorstand zum symbolischen Preis von einem Gulden an die Gemeinde Deventer verkauft, die damit die Verantwortung für die kostspielige Instandhaltung übernahm. Im Jahr 2010 wurden die Türme der Kirche erneut repariert.
Heute wird die Bergkerk für Ausstellungen, Tagungen und Konzerte genutzt. Seit 2016 entsprechen die Klimatisierung und die Sicherheit den Standards des Rijksdienst voor het Cultureel Erfgoed.

## Orgel

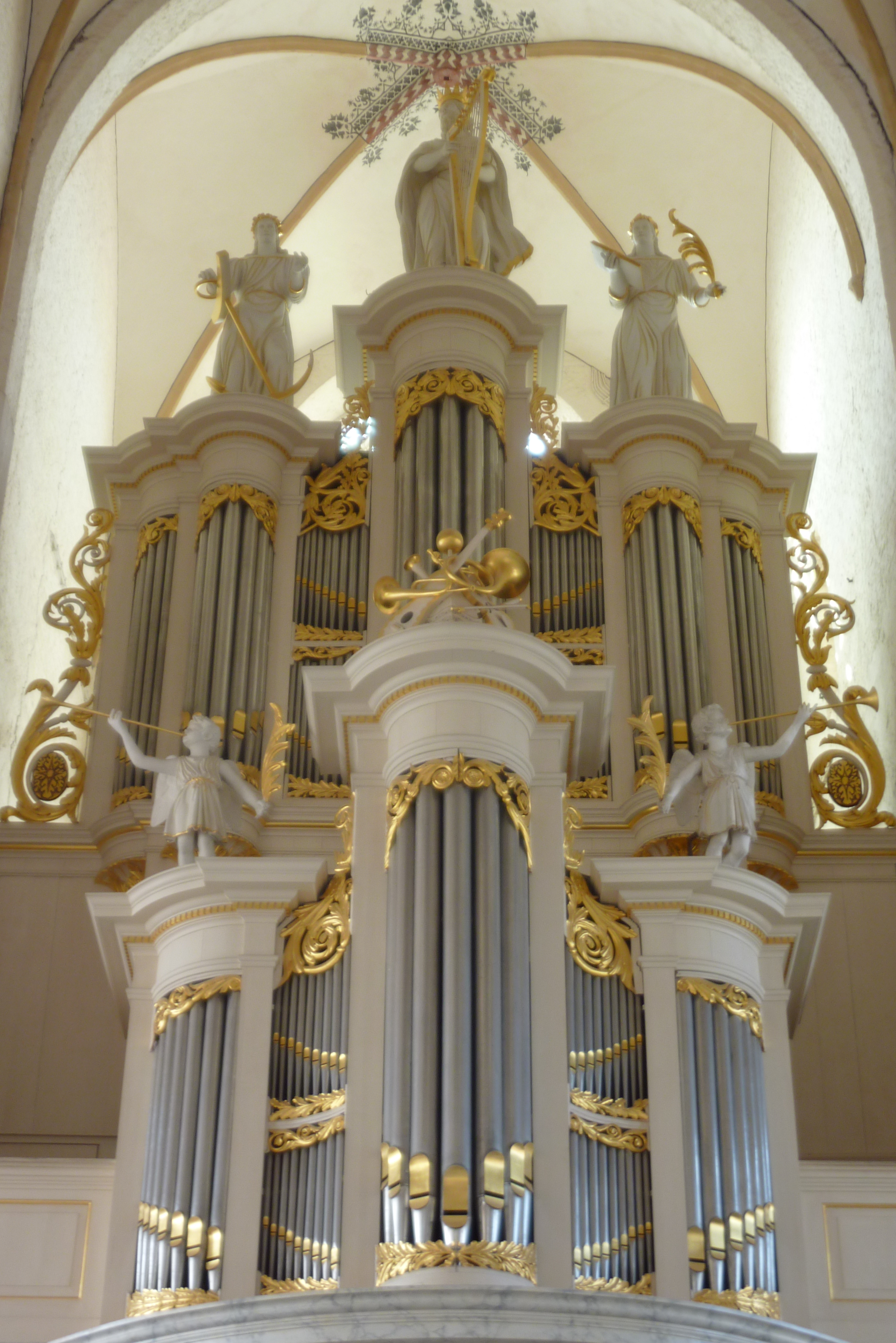
Orgel

Die Orgel wurde in den Jahren 1841–1843 von Johann Heinrich Holtgräve aus Deventer gebaut. Sie hat nach einer Erweiterung 1866 und einer Restaurierung 1981 heute 23 Register auf zwei Manualen mit angehängtem Pedal.
| I Hoofdwerk C–f3 |             |        |
| 01.              | Prestant    | 16'    |
| 02.              | Bourdon     | 16'    |
| 03.              | Octaaf      | 08'    |
| 04.              | Holpijp     | 08'    |
| 05.              | Octaaf      | 04'    |
| 06.              | Gemshoorn 0 | 04'    |
| 07.              | Quint       | 02 ⁄3' |
| 08.              | Octaaf      | 02'    |
| 09.              | Cornet V    |        |
| 10.              | Mixtuur IV  |        |
| 11.              | Fagot       | 16'    |
| 12.              | Trompet     | 08'    |

| II Rugwerk C–f3 |               |    |
| 13.             | Prestant      | 8' |
| 14.             | Roerfluit     | 8' |
| 15.             | Salicionaal 0 | 8' |
| 16.             | Octaaf        | 4' |
| 17.             | Openfluit     | 4' |
| 18.             | Quintfluit    | 3' |
| 19.             | Octaaf        | 2' |
| 20.             | Woudfluit     | 2' |
| 21.             | Mixtuur III   |    |
| 22.             | Trompet       | 8' |
| 23.             | Fagot         | 8' |

## Rezeption
Eine Legende beschreibt, wie die Bergkirche entstanden ist. Zwei Schwestern aus Deventer, Martha und Beatrix, waren beeindruckt von einem Ritter, der nach Deventer gekommen war. Beide wetteiferten um die Gunst des Mannes. Beatrix heiratete schließlich den Ritter und ließ Martha allein zurück. Martha ließ dann die Kirche mit den zwei Türmen bauen, einer etwas höher als der andere, da die beiden Schwestern auch unterschiedlich groß waren. Dies soll den Höhenunterschied zwischen den beiden Westtürmen erklären.
„In Erinnerung an die Liebe meiner Schwester und mir, möchte ich von meinem Geld eine Kirche auf dem Berg bauen lassen. Zwei Türme sollen darauf gebaut werden, einer etwas höher als der andere, zwei Kinder eines Vaters, gleich und untrennbar. So wird der Gedanke an unsere Liebe für immer bleiben, und nach unserem Tod wird es wenigstens zwei Schwestern geben, die einander nicht verlassen werden.“